# Idiocera nigrilobata
Idiocera nigrilobata är en tvåvingeart som först beskrevs av Alexander 1957.  Idiocera nigrilobata ingår i släktet Idiocera och familjen småharkrankar. Inga underarter finns listade i Catalogue of Life.